# Escudo de Santa Fe de Antioquia
El escudo de armas de Santa Fe de Antioquia es el emblema heráldico que representa al municipio de Santa Fe de Antioquia, antigua capital del hoy departamento de Antioquia (Colombia). Tiene su origen en la concesión de su uso por el rey Carlos I y su madre la reina Juana I de Castilla, por medio de la Real Cédula dada en Valladolid el 7 de febrero de 1545.
El escudo, junto con la bandera y el himno, tienen el reconocimiento de símbolos oficiales del municipio de Santa Fe de Antioquia. Además, el blasón como símbolo de la localidad forma parte de la imagen institucional de la administración municipal, por lo cual está presente en los actos protocolarios, en la papelería oficial, en el mobiliario urbano o en las obras públicas. Igualmente, la Arquidiócesis de Santa Fe de Antioquia adoptó como emblema oficial el escudo del municipio, al cual se le agregó por timbre la Cruz Arzobispal.

## Historia
El 4 de diciembre de 1541, el Mariscal Jorge Robledo, funda el pueblo de Antioquia en el valle de Ebéxico, situado al sur de la población de Peque. Una vez fundado dicho pueblo, el Mariscal viajó a Sevilla en 1542 y debido a las hostilidades de los Sevillanos, fue trasladada por orden del capitán Juan Cabrera a la provincia de Nore, cerca a Frontino, el jueves 7 de septiembre de ese mismo año. Antioquia recibió el título de ciudad en 1544, e inmediatamente se comenzó a gestionar la consecución de las Armas para el lustre de ella. El 1545, el rey Carlos I y su madre la reina Juana I de Castilla, concedieron por medio de la Real Cédula dada en Valladolid el 7 de febrero de ese mismo año, el escudo de armas.
La real cédula se refiere en los siguientes términos:

Real Cédula por la cual se concede Escudo de Armas a la Ciudad de Antiochia
Don Carlos e doña Juana por la gracia de Dios Reyes de Castilla, de León, de Aragón, de las dos Sicilias, de Jerusalem, de Navarra, de Granada, de Valencia, de Galicia, de Mayorca, de Sevilla, de Córdova, de Córcega, de Murcia, de Jaén, de los Algarbes, de Algecira, de Gibraltar, de las Indias, islas e Tierra firme del mar océano, etc., etc, 
Por cuanto Juan Ortiz de Oribe, en nombre del Concejo, Justicia, Regidores, caballeros, escuderos, oficiales e homes buenos de la ciudad de Antiochia, que es en las nuestras Indias, islas e Tierra firme del Mar Océano, nos ha sido informado con verdad que los vecinos della nos han servido con lealtad en lo que se ha ofrecido, como leales vasallos, e nos suplicó que diésemos armas a dicha ciudad, como las que tienen otras ciudades desa tierra e como la mi merced fuese, e nos, acatando lo susodicho, hélos habido por bien; por ende, por la presente hacemos merced, es nuestra voluntad que agora, e de aquí adelante, esa dicha ciudad haya e tenga por sus armas un escudo raso simulado a mantel, dos cuarteles, uno su fondo en oro en alto, y el otro en agua con ondas de plata y azur; en su centro un roble con grueso tronco en sable; a su lado un león rampante en su color, cogido del arbol; al pie laguna y ondas, como ya se dijo; orla de plata con seis murciélagos de sable, en vuelo, abiertas las fauces y listas para chupar. Todo el escudo bordeado de azur, cuyas armas damos a dicha ciudad por su divisa señalada, para que las pueda usar y poner en sus pendones, escudos, sellos, banderas, portadas, iglesias, estandartes y tapices, según e como de la forma e manera que las ponen otras ciudades de nuestros reynos, e por esta nuestra carta encargamos e mandamos a los infantes, perlados, duques, marqueses, condes, ricoshomes, maestres de las órdenes, priores, comendadores, alcaldes de los castillos e casas fuertes, a los nuestros Presidentes, Oidores de las nuestras Audiencias, alguaciles de la nuestra casa y Corthe e todos los escuderos, oficiales de las ciudades, villas y lugares de las dichas nuestras Indias, islas e Tierra firme del mar Océano, ansí a los que agora son, como a los que fueren adelante, e a cada uno e cualquier de ellos en su jurisdicción que sobre ello fueren requeridos, que guarden e cumplan e hagan guardar e cumplir la dicha merced que hacemos a la referida ciudad, para usar y poner tales armas, sin que se le impida de manera alguna, so pena de la nuestra merced e de quinientos mil maravedís para la nuestra Cámara a cada uno que lo contrario hiciere. Dada en la Villa de Valladolid a siete días del mes de febrero de mil quinientos cuarenta y cinco.
Yo El Rey.- Yo La Reina.
Yo, Alonso Deluyando, Secretario del Despacho Real de S. M., la fice escrebir por su mandado.
Sellada con el sello de SS. MM. para que conste, e refrendada por el sello del Escribano de Cámara.

Armas del Mariscal Jorge Robledo.

Paralelamente, en la misma fecha en que le fueron concedidas las armas a la ciudad de Antioquia, el príncipe Felipe de Austria (futuro rey Felipe II de España) le concedió las armas al Mariscal Jorge Robledo. En el documento donde le conceden las armas, relatan gran parte de las hazañas que realizó el mariscal Robledo, como el descubrimiento de nuevas tierras, las luchas contra los indígenas y las fundaciones de las ciudades de Anserma (1539), Cartago (1540) y Antioquia (1541). En la parte que describen el escudo de armas se refiere en los siguientes términos:

...en remuneración de vuestros servicios y porque de vos y dellos quedase memoria perpetua, vos mándásemos dar por armas un escudo que haya en él tres cuartos: en el primero alto, de la mano derecha, tres torres de plata en campo colorado, en memoria de las tres cibdades que vos plantastes, y en el otro cuarto de la mano izquierda un peñol de su color, con una cerca de oro en lo alto dél, en memoria de la fuerza que vos ganastes a los dichos indios y del rio que estaba al pie de dicho peñol por do vinistes a él, con unas aguas azulas y blancas en campo verde, y en el cuarto bajo, un león rampante de oro en campo azul, en memoria de aquel cacique que prendistes, e por orla ocho murciélagos pardos que tiran a negros, con las bocas abiertas y dientes agudos, en campo de oro, y por timbre un yermo cerrado y por devisa una águila negra real, rapante, abiertas las alas, con sus trascoles y dependencias e follages de oro y azul y colorado, o como la nuestra merced fuese, etc.

Dada en Valladolid, a siete de febrero de mil y quinientos y cuarenta y cinco.
Yo El Príncipe.

En 1546, regresó el Mariscal Jorge Robledo quien se encontraba en España, en ese mismo año fundó un pueblo minero que llamó Santa Fe, pero como este empezó a decaer, Gaspar de Rodas, la repobló y le dio la categoría de Villa en 1547, iniciando en ese mismo año su vida parroquial. Más adelante, en 1573 los habitantes de la ciudad de Antioquia, debido a las repetidas incursiones de los indígenas, se trasladaron a la villa de Santa Fe y así la villa y la ciudad se fusionaron, por lo que desde fines del siglo XVI (1584) comenzó a llamarse Ciudad de Santa Fe de Antioquia, la cual siguió usando el escudo de la ciudad de Antioquia.